# Cuius commoda, eius et incommoda
Cuius commoda, eius et incommoda (tradotto alla lettera "di chi [sono] i vantaggi, suoi [sono] anche gli svantaggi", cioè "chi trae vantaggio da una situazione, deve sopportarne anche i pesi") è un antico brocardo latino che indica il principio in base al quale gli oneri devono essere a carico di chi gode  dei benefici di un bene. Il brocardo è citato anche nella forma Ubi commoda, ibi incommoda, ovvero: "dove [ci sono] vantaggi, [ci sono] anche svantaggi".

## Descrizione e applicazioni
Il brocardo assume rilevanza come principio di diritto dell'ordinamento giuridico italiano con riferimento alla responsabilità civile, in quanto mette in rilievo che chi trae vantaggio da una situazione, deve sopportarne (assumendone la responsabilità) anche le eventuali conseguenze negative. Alcune applicazioni di questo principio si trovano, ad esempio, nel diritto italiano, nell'articolo 2049 c.c. che attribuisce ai padroni e ai committenti la responsabilità per i danni arrecati dal fatto illecito dei commessi nell'esercizio delle incombenze a cui sono adibiti.
Secondo questo stesso principio la responsabilità di chi non trae un corrispettivo dalla propria attività è particolarmente attenuata. Proprio perché non ha goduto i commoda, all'ordinamento giuridico non pare equo far pesare gli incommoda quando sono palesemente sproporzionati. Si veda il caso del deposito, dove in base al capoverso dell'articolo 1768 c.c. se il deposito è gratuito, la responsabilità è valutata con minor rigore.
Analogamente il mandatario (il cui rapporto si presume oneroso ex art. 1709 c.c.) è tenuto a eseguire il mandato con la diligenza del buon padre di famiglia, ma se il mandato è gratuito, la responsabilità per colpa è valutata con minor rigore. Se coesiste, invece un soggetto che ha goduto i commoda, sicuramente nei suoi esclusivi confronti la responsabilità verrà valutata secondo i criteri ordinari e non secondo quelli attenuati. La responsabilità del vettore è attenuata nei confronti del terzo trasportato per cortesia e non trova applicazione la presunzione di responsabilità prevista dall'art. 1681 c.c.
Una particolare applicazione del principio cuius commoda, eius et incommoda lo si ha nel contratto  di società in cui vi è il divieto del patto leonino per cui è vietato il patto che esclude un socio dagli utili o dalle perdite, proprio per quel nesso inscindibile tra i pesi e i benefici.